# Masakazu Suzuki
Masakazu Suzuki (født 1. januar 1955) er en tidligere japansk fodboldspiller og træner.
Han har spillet for flere forskellige klubber i sin karriere, herunder Yamaha Motors.
Han har tidligere trænet Júbilo Iwata og Albirex Niigata.